# Чарльз Вільям Олкок
Чарльз Вільям Олкок (англ. Charles William Alcock, 2 грудня 1842 — 26 лютого 1907) — британський спортсмен, відомий як «батько сучасного спорту», один з організаторів Футбольної асоціації Англії і засновник Кубка Англії з футболу.

## Біографія
Чарльз Олкок народився в місті Сандерленд, а потім разом з сім'єю в ранньому віці переїхав до Чінгфорда, передмістя Лондона, який згодом став частиною Ессекса. Освіту він здобув у Школі Герроу. У сімнадцятирічному віці Олкок став виступати за футбольний клуб «Форест» (згодом «Вондерерз»), який створив в 1859 році разом зі своїм старшим братом Джоном.
При народженні він отримав ім'я Чарльз і лише пізніше, в 1864 році, після одруження він взяв ім'я Чарльз Вільям на честь померлого в 11 річному віці молодшого брата.
У 1863 році в ході знаменитих зустрічей в таверні «Вільних каменярів» (Freemasons 'Tavern) Олкок активно сприяв створенню Футбольної асоціації Англії. Він був відповідальним за випуск першого Щорічника ФА в 1868 році.
У 1866 році Олкок був введений до складу комітету ФА замість його старшого брата Джона Форстера Олкока і в 1870 році став секретарем Футбольної асоціації Англії, утримуючи цей пост беззмінно аж до 1895 року, коли був обраний віце-президентом ФА. Він був також почесним скарбником ФА. На посаді секретаря Олкок був ініціатором проведення Першого Кубка Англії з футболу 1871/72 років, аналогічного футбольному Кубку Юдана за шеффілдськими правилами. У першому фіналі Кубка клуб Олкока «Вондерерз», де він був капітаном, виграв з рахунком 1:0 у команди «Роял Енджініерс».
Олкок був організатором першого офіційного міжнародного матчу з футболу між збірними Англії та Шотландії 30 листопада 1872 року, проведеного в Глазго, який закінчився нульовою нічиєю. Олкок був арбітром зустрічі, яка сприяла популяризації гри в футбол за правилами ФА в Шотландії і створенню в наступному році Футбольної Асоціації Шотландії. Відомий також забитим голом в нічийному (2:2) матчі проти збірної Шотландії 6 березня 1875 року, де він був капітаном футбольної збірної Англії.
Як спортсмен Олкок відомий також грою в крикет, був капітаном клубу з Міддлсекса в 1867 році, виступав також за клуби Ессекса і Суррея, в останньому з яких був секретарем з 1872 по 1900 рік.
Олкок також працював як спортивний журналіст, редагуючи Крикетний щорічник протягом більше чверті століття з 1872 по 1900 рік. Їм написана також книга про історію футболу і ФА.
Чарльз Олкок помер у віці 64 років в Брайтоні і похований на Західному Норвудському кладовищі Лондона.